# 39-es busz (Pécs)
A pécsi 39-es jelzésű autóbusz Piricsizma városrészt, Gyükést városrészt kapcsolja össze a Belvárossal. A vasútállomástól indul, érinti az Árkád felső részét, az Ágoston teret és a Wass Albert utcán (korábban Marx úton) éri el gyükési végállomását. 37 perc alatt teszi meg a 10,2 km-es utat.

## Története
1985-ben még 49-es jelzéssel futott Szamárkútig. 1987. január 1-jétől új számozási rendszer keretén belül kapta máig is érvényes 39-es jelzését. 2004. április 1-jén meghosszabbították a járat vonalát a gyükési fordulóig.

## Útvonala
| Főpályaudvar → Ágoston tér → Gyükés | Gyükés → Ágoston tér → Főpályaudvar |
| --- | --- |
| Főpályaudvar – Szabadság utca – Rákóczi út – Rákóczi út – Zsolnay Vilmos utca – Lánc utca – Alsóhavi utca – Ady Endre utca – Hársfa út – Wass Albert út – Középgyükési út – Gyükés | Gyükés – Középgyükési út – Wass Albert út – Hársfa út – Ady Endre utca – Alsóhavi utca – Lánc utca – Zsolnay Vilmos utca – Rákóczi út – Rákóczi út – Szabadság utca – Főpályaudvar |

## Megállóhelyei
| 39 (Főpályaudvar – Gyükés) |                         |          | |                                                                                            |
| Perc (↓)                   | Megállóhely             | Perc (↑) | Megállóhelyet érintő járatok | Létesítmények                                                                              |
| 0                          | Főpályaudvar végállomás | 16       | 3, 3E, 4, 4Y, 6, 6E, 7, 7Y, 8, 13, 13E, 13Y, 14, 14Y, 15, 15A, 20, 30, 31, 32, 32Y, 33, 34, 34Y, 35, 35Y, 36, 37, 38, 38Y, 39, 40, 41, 41E, 41Y, 42, 42Y, 43, 44, 46, 47, 73, 73Y, 104, 104A, 104E, 104Y, 130, 130A, 140 · Helyközi autóbuszok · Főpályaudvar | Vasútállomás, MÁV Területi Igazgatósága, Autóbusz-állomás                                  |
| 2                          | Zsolnay-szobor          | 14       | 2, 2A, 2E, 3, 3E, 6, 6E, 7, 7Y, 8, 13Y, 14, 14Y, 22, 23, 23Y, 24, 25, 26, 26A, 27, 27Y, 28, 28A, 28Y, 29, 30, 31, 32, 32Y, 34, 34Y, 35, 35Y, 36, 37, 38, 38Y, 39, 40, 44, 46, 47, 73, 73Y, 102, 102Y, 103, 107E, 109E, 130, 140                               | Postapalota, OTP, ÁNTSZ, Megyei Bíróság, Zsolnay-szobor                                    |
| 5                          | Árkád                   | 11       | 2, 2A, 2E, 3, 3E, 4, 4Y, 6, 6E, 7, 7Y, 8, 13, 13E, 13Y, 14, 14Y, 15, 15A, 22, 23, 23Y, 24, 25, 26, 26A, 27, 27Y, 28, 28A, 28Y, 29, 30, 33, 38, 38Y, 39, 40, 60, 60Y, 73, 73Y, 102, 102Y, 103, 104, 104A, 104E, 104Y, 107E, 109E, 130, 130A, 140               | Árkád, Konzum áruház, Anyakönyvi Önkormányzat, APEH, Skála                                 |
| 7                          | Rákóczi út              | ∫        | 20, 21, 21A, 22, 23, 23Y, 24, 25, 26, 27, 27Y, 28, 28Y, 29, 33, 38, 38Y, 39, 40, 44, 60, 60A, 60Y, 121, 140 |                                                                                            |
| 9                          | Búza tér                | 9        | 25, 26, 27, 27Y, 28, 28A, 28Y, 29, 30Y, 33, 38, 38Y, 39, 40, 44, 121, 140 | Egyetemi kollégium, Egyesített Egészségügyi Intézmény kirendeltsége, EKF kulturális negyed |
| 10                         | Ágoston tér             | 7        | 28, 28A, 28Y, 29, 30Y, 33, 38, 38Y, 39, 44, 140 |                                                                                            |
| 12                         | Sándor utca             | 5        | 28, 28A, 28Y, 29, 38, 38Y, 39, 140 |                                                                                            |
| 14                         | Erzsébettelep           | 4        | 29, 38, 38Y, 39 |                                                                                            |
| 15                         | Mészégető               | 3        | 29, 38, 38Y, 39 |                                                                                            |
| 16                         | Szamárkút               | 2        | 29, 38, 38Y, 39 |                                                                                            |
| 18                         | Gyükés végállomás       | 0        | 29, 38, 38Y, 39 |                                                                                            |